# Senimpik
Senimpik is een bestuurslaag in het regentschap Kerinci van de provincie Jambi, Indonesië. Senimpik telt 1244 inwoners (volkstelling 2010).